# Gaisbergrennen

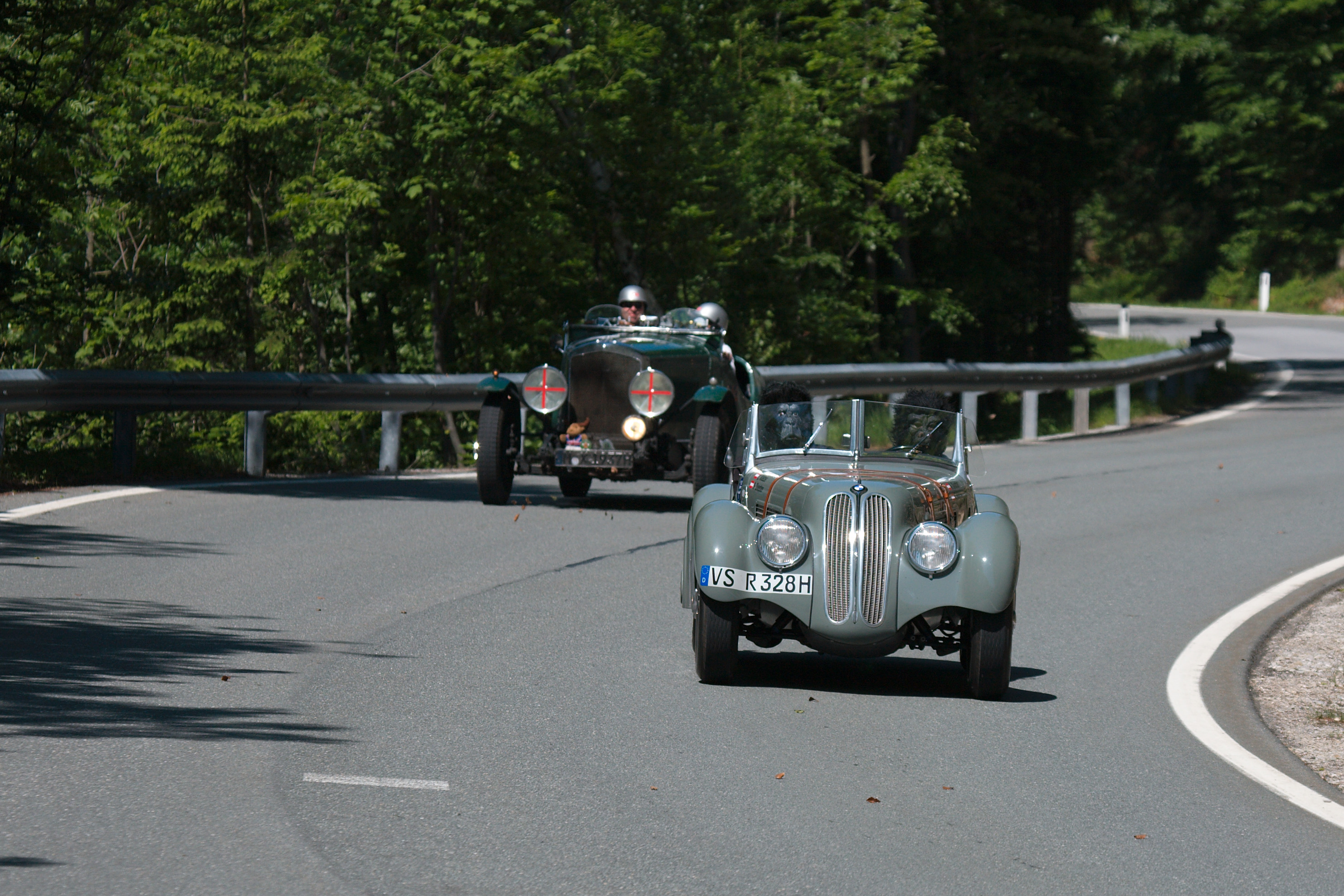
Bergfahrt 2009. BMW 328 und Bentley 4,5l aus dem Jahr 1937

Die Gaisbergrennen waren Bergrennen für Motorräder und Automobile, die am Gaisberg, dem Hausberg der Stadt Salzburg (Österreich), zwischen 1929 und 1969 stattfanden. Bis 1933 wurde auf einer Strecke von 11,9 km mit 800 m Höhenunterschied gefahren, ab 1957 betrug die Länge von 8,652 km mit 672 m Höhenunterschied.

## Geschichte
Am 8. September 1929 fand am Gaisberg das erste internationale Gaisbergrennen statt. Baron Franz von Preuschen, der in Salzburg-Aigen wohnte, war der Präsident des Salzburger Automobilclubs, der dieses Rennen veranstaltete. Es siegte Max von Arco-Zinneberg auf Mercedes-Benz SSK mit einer Durchschnittsgeschwindigkeit von 80 km/h. In der Tourenwagenklasse war Manfred von Brauchitsch mit einem Mercedes-Benz SS und einer Durchschnittsgeschwindigkeit von 72 km/h siegreich. Auf dem Motorrad siegte Josef Walla mit einer Sunbeam.
Am 31. August 1930 wurde das Rennen erstmals im Radio übertragen. Sprecher waren der Mozarteumsdirektor Bernhard Paumgartner und Wolfgang von Karajan. Beim 3. Rennen am 9. August 1931 erreichte Tom Bullus in der 1-Liter-Klasse der Motorräder auf einer NSU die neue Rekordzeit 07:46,61 min und in der 750-cm³-Klasse ohne Konkurrenz mit 8:00,63 min einen Klassenrekord. Die Tagesbestzeit fuhr Joachim von Morgen in seinem Bugatti mit 07:44,05 min. Das 4. Gaisbergrennen am 24. Juli 1932 war von Nebel gekennzeichnet. Bei den Motorrädern der Halbliter- und Liter-Klasse siegte Georg Gschilm, München, auf Rudge. Am 2. Juli 1933 fand dann vor dem Zweiten Weltkrieg das letzte Mal am Gaisberg ein Rennen statt. Es brachte eine neue absolute Bestzeit bei den Automobilen, gefahren vom Italiener Conte Trossi auf Alfa Romeo in 07:42,57 min (92,62 km/h); der spätere Sportwagenhersteller Carlo Abarth, fuhr – noch als – Karl Abarth in der Motorradbeiwagen-Klasse mit. Aufgrund von Anordnungen der Nationalsozialisten waren keine deutschen Rennfahrer und Rennwagen am Start.
Nach dem Krieg gab es erstmals wieder am 19. Oktober 1952 eine Wertungsfahrt. Am 8. August 1949 hatte es bereits eine Gaisberg-Wertungsfahrt gegeben, die vom Salzburger Automobil-, Motorrad- und Touring-Club (SAMTC) veranstaltet worden war. Auf einer BSA 350 fuhr Helmut Krackowizer mit, der bis zum Ende der Rennen (1969) als Platzsprecher und Pressechef für die Gaisbergrennen tätig war. Der Fahrschulbesitzer Willi Koch erzielte die Bestzeit.
Am 15. August 1957 schließlich begann wieder internationaler Motorsport am Gaisberg mit dem ersten „Großen Bergpreis von Österreich“. Vor 25.000 Zuschauern gewann der Schweizer Peter Daetwyler aus Zürich auf einem 2-Liter-Maserati vor dem Borgward-Werksfahrer Hans Herrmann und Richard von Frankenberg auf Porsche RS.
Rennleiter zahlreicher Nachkriegsrennen am Gaisberg war Regierungsrat Fritz Stengl, dessen Vater schon vor dem Zweiten Weltkrieg Rennleiter bei zahlreichen Veranstaltungen im Land Salzburg gewesen war und dessen Sohn Manfred ein erfolgreicher Motorradrennfahrer und Rennrodler war. Motorradläufe gab es nicht bei allen Veranstaltungen, da das Gaisbergrennen überwiegend eine Veranstaltung für Automobile war. Hier wurden unter anderem Europa-Bergmeisterschaftsläufe durchgeführt. Im Laufe der Jahre kam es auch zu mehreren tödlichen Unfällen, was letztlich einer der Gründe für das Ende der Veranstaltung war.
Das vorletzte Rennen fand am 8. September 1968 als Lauf zur Europa-Bergmeisterschaft der FIA statt. Gerhard Mitter fuhr die 8,6 km lange Strecke auf einem Porsche 909 Bergspyder in der Bestzeit von 3:41,54 Minuten. Die Rekordzeit von 3:39,7 Minuten aus dem Vorjahr gilt als unwahrscheinlich. Er gewann das Rennen nach der Addition von zwei Läufen (7:23,72 Minuten) vor Dieter Quester (BMW-Monti) und Rolf Stommelen (Porsche).
Am 7. September 1969 fand das letzte Gaisbergrennen vor 10.000 Zuschauern statt. Es geschah noch einmal ein tödlicher Unfall (Toni Pelizzoni auf FIAT Abarth 2000 P), was dann auch einer der Gründe war, weshalb der Berg nie wieder im Renntempo erstürmt wurde.

## Gaisbergrennen für historische Automobile

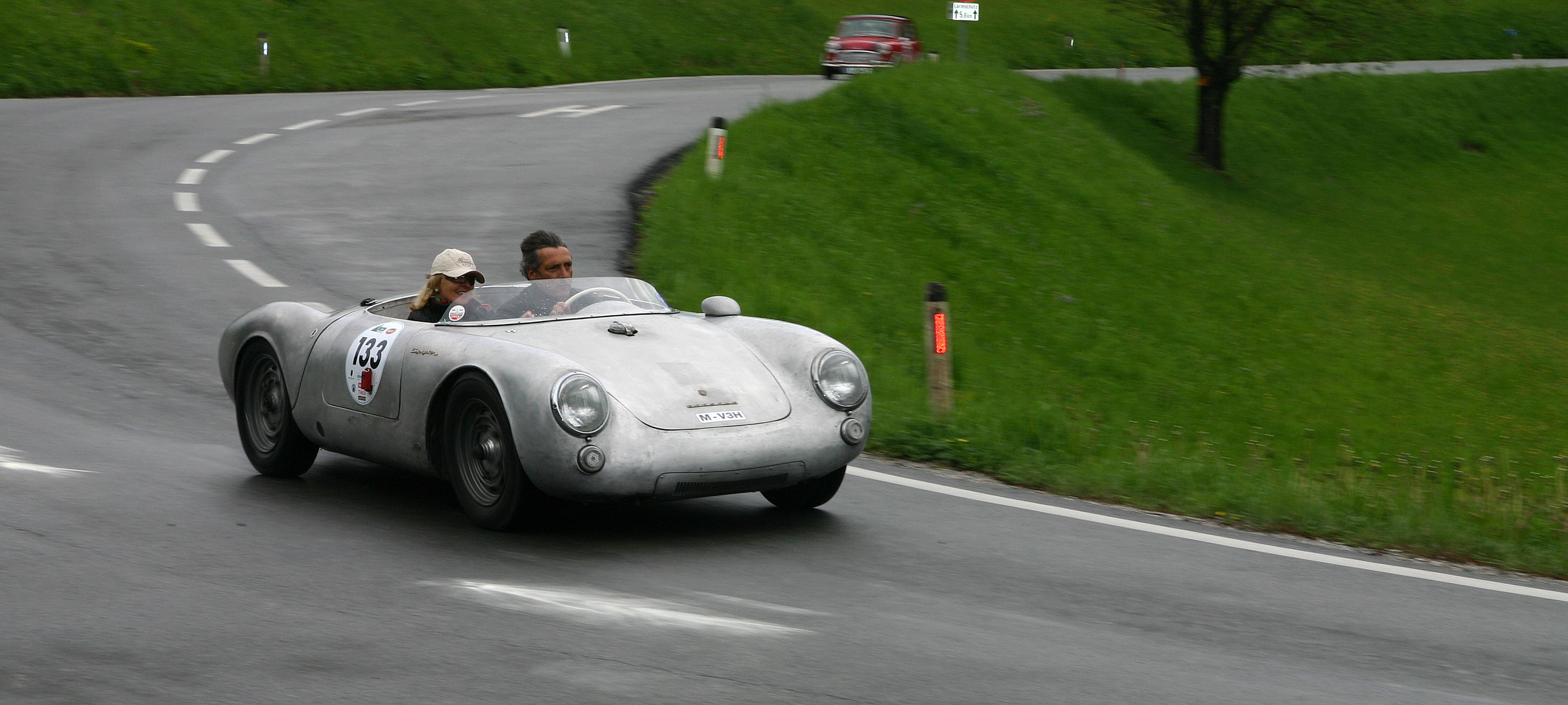
Porsche 550 Spyder beim Gaisbergrennen 2006

Vom 19. bis 21. Juni 2025 findet zum einundzwanzigsten Mal das „Gaisbergrennen für historische Automobile“ statt. Dieses ist als Gleichmäßigkeitsprüfung angelegt.

## Teilnehmer

### Motorradfahrer
| - Josef Walla - Otto Artmeier, BMW-Händler, mit seiner Frau Sophie als „Schmiermaxe“ in einem Beiwagengespann - Philipp Graf Boos-Waldeck aus Hallein-Rif - Peter Frohnwieser, Motorradhändler in Salzburg - Hans Gessele - Otto Heinrich Kaltner - Egon Hofer, Salzburg - Rudolf Holzermayr - Karl Imhof aus Böckstein - H. G. Kalchschmidt - Willi Koch - Alfred Koppenwallner, Juwelier in Salzburg | - Helmut Krackowizer - Ferdinand Kranawetvogl - Anton Magnus, Fahrschulbesitzer in der Stadt Salzburg - Manfred Magnus, mehrfacher österreichischer Motorrad-Staatsmeister - Horst Miedaner, Salzburg - Max Reheis, Kinobesitzer in der Stadt Salzburg - Hans Schmirl, Puch-Händler in der Stadt Salzburg - Josef Schörg aus St. Johann im Pongau - Manfred Stengl - Rudi Thalhammer - Helmut Volzwinkler |

### Automobilfahrer
- Max von Arco-Zinneberg
- Edgar Barth (1964 Streckenrekord auf Porsche RS 61 mit 8-Zylinder-Motor: 8,652 km in 4:11,5 Minuten)
- Jean Behra
- Manfred von Brauchitsch
- Anton Fischhaber
- Richard von Frankenberg
- Sepp Greger
- Hans Herrmann
- Gerhard Mitter (1968 Streckenrekord auf Porsche 909 Bergspyder: 8,6 km in 3:41,54 Minuten)
- Herbert Müller
- Wolfgang Seidel
- Dieter Quester
- Rolf Stommelen
- Wolfgang Graf Berghe von Trips (1958 Streckenrekord auf Porsche RS: 8,6 km in 4:41,9 Minuten)
- Jochen Rindt
- Helmut Koinigg (beendete 1969 das Rennen wegen eines Unfalls nicht)
- Fritz Baumgartner (1965, 2. Platz mit Mini Cooper S / Gruppe 2 Tourenwagen bis 1300cm3)
- Werner Delle Karth (1965, 3. Platz mit Mini Cooper S / Gruppe 2 Tourenwagen bis 1300cm3)
- Leopold Prinz von Bayern (1967, 3. Platz mit Mini Cooper S / Gruppe 2 Tourenwagen bis 1300cm3)

Diese Auflistung ist nicht vollständig.